# Richard Jobson (présentateur)
Pour les articles homonymes, voir Richard Jobson.
Richard Jobson, né le 6 octobre 1960 est un auteur-compositeur-interprète, réalisateur et présentateur de télévision écossais.
Il est le chanteur des groupes de punk rock et new wave The Skids (de 1977 à 1982) et The Armoury Show (de 1983 à 1988),. Il participe à la reformation de ces deux groupes, de 2007 à 2010 et de nouveau depuis 2016 pour le premier, et depuis 2019 pour le second,.

## Filmographie partielle
- 2003 : 16 Years of Alcohol (en)[1]
- 2004 : The Purifiers (en)
- 2006 : A Woman in Winter
- 2008 : New Town Killers (en)